# Floreal
Floreal é um município brasileiro do estado de São Paulo. A cidade tem uma população estimada em 2.756 habitantes (IBGE/2024).

## História

### Formação territorial-administrativa
Histórico da formação do município:
- Distrito criado no município de Nhandeara pelo Decreto-Lei nº 14.334, de 30/11/1944.
- Município criado pela Lei nº 5.285, de 18/02/1959.

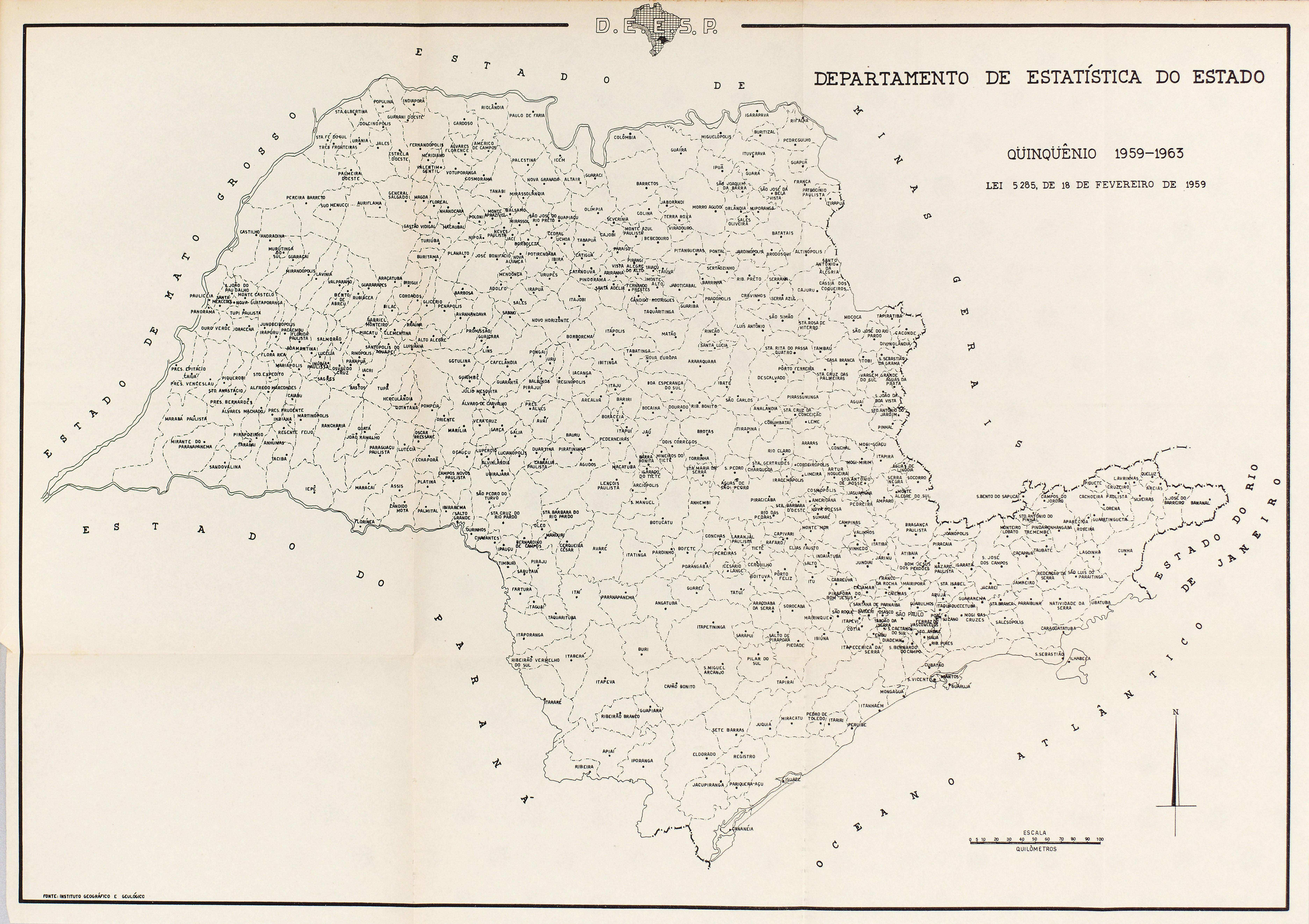
Estado de São Paulo (1959).

## Geografia
Localiza-se a uma latitude 20º40'36" sul e a uma longitude 50º08'43" oeste, estando a uma altitude de 518 metros. Possui uma área de 204,3 km².

### Hidrografia
- Rio São José dos Dourados

### Rodovias
- Rodovia Feliciano Salles da Cunha (SP-310)
- SP-473

## Demografia

### População
| Crescimento populacional                             | Crescimento populacional | Crescimento populacional | Crescimento populacional |
| Ano                                                  | População Total          |                          | %±                       |
| ---------------------------------------------------- | ------------------------ | ------------------------ | ------------------------ |
| 1960                                                 | 4 194                    |                          | —                        |
| 1970                                                 | 4 683                    |                          | 11,7%                    |
| 1980                                                 | 3 588                    |                          | −23,4%                   |
| 1991                                                 | 3 547                    |                          | −1,1%                    |
| 2000                                                 | 3 223                    |                          | −9,1%                    |
| 2010                                                 | 3 003                    |                          | −6,8%                    |
| 2022                                                 | 2 733                    |                          | −9,0%                    |
| Est. 2024                                            | 2 756                    | [ 7 ]                    | 0,8%                     |
| Fontes: Censos Demográficos IBGE e Estimativas SEADE |                          |                          |                          |

### Dados demográficos
Dados do Censo - 2010
População total: 3.003
- Urbana: 2.439
- Rural: 564
- Homens: 1.496[11]
- Mulheres: 1.507

Densidade demográfica (hab./km²): 14,7
Dados do Censo - 2000
Mortalidade infantil até 1 ano (por mil): 10,75
Expectativa de vida (anos): 74,22
Taxa de fecundidade (filhos por mulher): 1,94
Taxa de Alfabetização: 88,71%
Índice de Desenvolvimento Humano (IDH-M): 0,800
- IDH-M Renda: 0,718
- IDH-M Longevidade: 0,820
- IDH-M Educação: 0,861

(Fonte: IPEADATA)

## Infraestrutura

### Comunicações
O sistema de telefones automáticos foi inaugurado na cidade em 1977 pela Telecomunicações de São Paulo (TELESP), que também implantou o sistema de discagem direta à distância (DDD) em 1986 com o código de área (0174). Anteriormente a cidade era atendida pela Companhia de Telecomunicações do Estado de São Paulo (COTESP).
Na década de 90 o código DDD da cidade foi alterado para (017), para padronização do sistema telefônico com a telefonia celular que estava sendo implantada em todo o estado.

## Religião

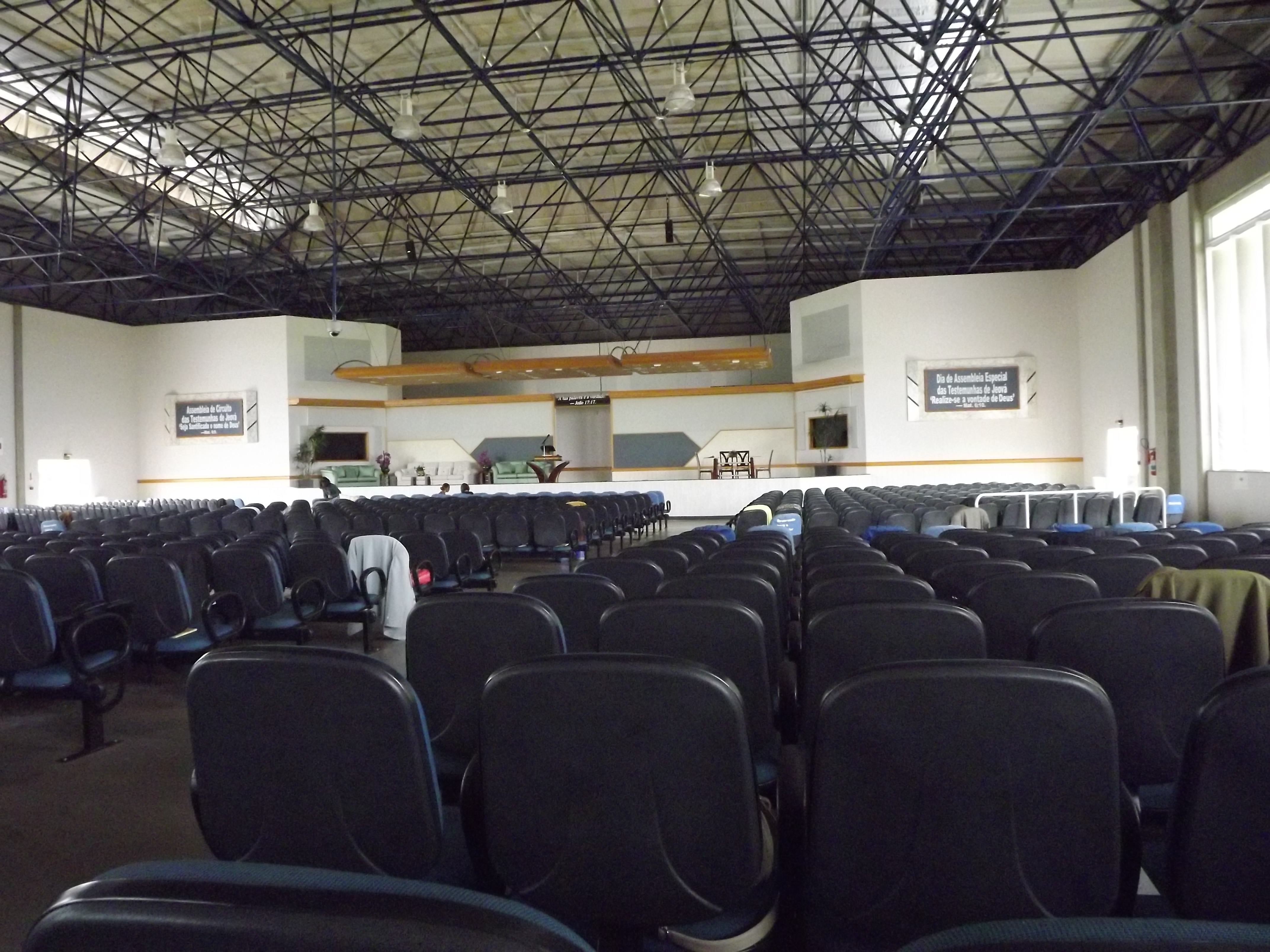
Salão de assembleias das Testemunhas de Jeová.

O Cristianismo se faz presente na cidade da seguinte forma:

### Igreja Católica
- A igreja faz parte da Diocese de Votuporanga.[16]

### Igrejas Evangélicas
- Assembleia de Deus Ministério do Belém.[17][18]
- Congregação Cristã no Brasil.[19]

### Outras religiões
- Testemunhas de Jeová: Na cidade há um salão para as assembleias das Testemunhas de Jeová localizado na Rodovia Feliciano Salles da Cunha.[20]